# The Forger (2014)
The Forger (bra: O Impostor ; prt: O Golpe) é um filme de assalto de drama e suspense policial estadunidense de 2014 dirigido por Philip Martin e estrelado por John Travolta. As filmagens começaram em outubro de 2013. Foi lançado nos cinemas em 24 de abril de 2015.

## Sinopse
Um ladrão profissional de segunda geração é libertado da prisão para passar tempo com seu filho doente, assumindo um emprego com seu pai para pagar o sindicato que organizou a sua libertação.

## Elenco
- John Travolta como Raymond J. Cutter
- Christopher Plummer como Joseph Cutter
- Abigail Spencer como Agente Paisley
- Jennifer Ehle como Kim Cutter
- Tye Sheridan como Will Cutter
- Anson Mount como Keegan
- Victor Gojcaj como Dimitri

## Lançamento e recepção

### Distribuição
The Forger estreou no Festival Internacional de Cinema de Toronto em 12 de setembro de 2014. Dois dias antes da estreia, 'Saban Films' adquiriu os direitos de distribuição nos Estados Unidos por mais de $2 milhões.

## Recepção
The Forger recebeu principalmente críticas negativas. No Rotten Tomatoes, o filme tem 9% de avaliação, com pontuação média de 4.2/10, com base em 43 avaliações. O consenso diz: "Tão rotineiro que sua estrela é ofuscada por sua peruca, The Forger não oferece nem emoção nem brilho de suspense que não poderia ser superado por um drama básico decente". No Metacritic, o filme tem uma pontuação de 32 em 100, indicando "críticas geralmente desfavoráveis", com base em 16 críticas dos críticos. IGN concedeu-lhe uma pontuação de 4,5 de 10, dizendo "The Forger, estrelado por John Travolta, segue em frente, mas não é o negócio real."[carece de fontes?]